# Semaeopus ellatina
Semaeopus ellatina là một loài bướm đêm trong họ Geometridae.